# 南聖塞西利亞

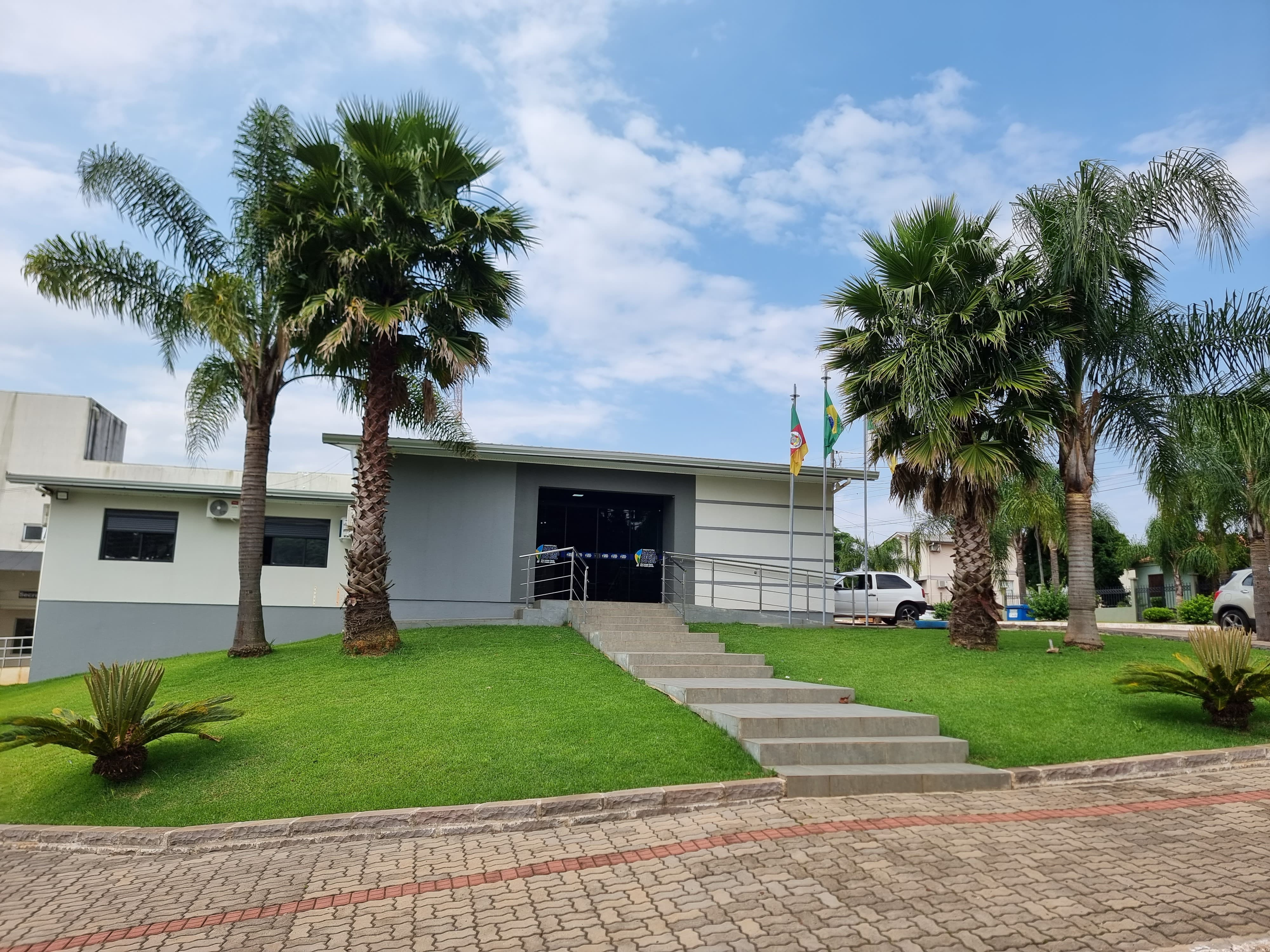
南聖塞西利亞

28°9′43″S 51°55′30″W / 28.16194°S 51.92500°W
南聖塞西利亞（葡萄牙語：Santa Cecília do Sul）是巴西的城鎮，位於該國南部，由南里奧格蘭德州負責管轄，始建於1996年，面積195平方公里，2014年人口1,699，人口密度每平方公里8.69人。